# Damien O'Donnell
Damien O'Donnell (nascido em 1967 em Dublin) é um diretor de cinema e escritor irlandês.
Ele dirigiu filmes como East is East (1999), Heartlands (2002) e Inside I'm Dancing (2004), entre outros.
Nasceu em Beaumont, Dublin. Também dirigiu propagandas para Bulmers Original Dry Irish Cider, que é feita em Thurles Co. Tip.
Recebeu uma indicação no British Independent Film Awards por East is East.